# Blepharocalyx
Blepharocalyx, rod drveća iz porodice mirtovki (Myrtaceae) opisan 1854. godine. U njega je uključeno tri vrste iz Južne Amerike i Kariba.
Drvo Blepharocalyx cruckshanksii nekada je bilo uključivano u ovaj rod, a nakon toga dva puta iz njega izdvajano u zaseban rod Temu.

## Vrste
1. Blepharocalyx eggersii (Kiaersk.) Landrum
2. Blepharocalyx myriophyllus Morais & Sobral
3. Blepharocalyx salicifolius (Kunth) O.Berg